# 奥克·贝里奎斯特
奥克·贝里奎斯特（瑞典語：Åke Bergqvist，1900年8月29日—1975年3月7日），瑞典前男子帆船运动员。他曾代表瑞典参加1932年夏季奥林匹克运动会帆船比赛，获得6米级金牌。